# Erla
Erla es un municipio y población de España, de la Comarca de las Cinco Villas), al noroeste de la provincia de Zaragoza, comunidad autónoma de Aragón, a 58 km de Zaragoza. Tiene un área de 18,96 km² con una población de 341 habitantes (INE 2020) y una densidad de 17,99 hab/km². El código postal es 50611.
En su término municipal está incluido el núcleo de Paúles.

## Geografía
Erla linda por el norte, el este y el sur con término de Luna y por el oeste con Ejea de los Caballeros.
Su término municipal está atravesado por el río Arba de Biel, que en ocasiones se ha desbordado.

## Demografía
Erla cuenta con una población de 371 habitantes (INE 2024).
| Gráfica de evolución demográfica de Erla entre 1842 y 2021 |
| |
| Población de derecho según los censos de población del INE Población de hecho según los censos de población del INEEntre el censo de 1857 y el anterior, crece el término del municipio porque incorpora a 505011 (Paúles) |

| 420                       | 825 | 834 | 842 | 911 | 931 | 1104 | 1067 | 1179 | 1038 | 916 | 778 | 614 | 547 | 451 | 426 | 341 |
| (Fuente: INE [Consultar]) |     |     |     |     |     |      |      |      |      |     |     |     |     |     |     |     |

## Economía
La actividad principal consiste en la agricultura y la ganadería, aunque debido a la proximidad, parte de la población trabaja en la capital comarcal, Ejea de los Caballeros.

## Administración y política
| Período   | Alcalde                      | Partido |  |
| --------- | ---------------------------- | ------- |  |
| 1979-1983 | José María Burillo Ezquerra  | UCD     |  |
| 1983-1987 |                              |         |  |
| 1987-1991 |                              |         |  |
| 1991-1995 |                              |         |  |
| 1995-1999 |                              |         |  |
| 1999-2003 |                              |         |  |
| 2003-2007 |                              |         |  |
| 2007-2011 | Martín Jesús Sánchez Zabalza | PSOE    |  |
| 2011-2015 | José Manuel Angoy Trullenque | PSOE    |  |
| 2015-2019 | José Manuel Angoy Trullenque | PSOE    |  |
| 2019-2023 | José Manuel Angoy Trullenque | PSOE    |  |

| Partido político    | Partido político                                   | 2003   | 2007   | 2011   | 2015   | 2019   |
| Partido político    | Partido político                                   | Ediles | Ediles | Ediles | Ediles | Ediles |
|                     | Partido de los Socialistas de Aragón (PSOE-Aragón) | 5      | 3      | 4      | 5      | 5      |
|                     | Partido Popular de Aragón (PP)                     | 2      | 2      | 1      | 2      | 2      |
|                     | Partido Aragonés (PAR)                             | 0      | 2      | 2      | —      | —      |
| Total de concejales | Total de concejales                                | 7      | 7      | 7      | 7      | 7      |

## Cultura

### Patrimonio
- Iglesia de Santa María la Mayor, ubicada en el casco urbano.
- Ermita de la Corona (siglo XV), situada en el monte de la Corona, recientemente restaurada.
- Torre del Señorío.
- Castillo de Paúles.
- Castillo de Santia.
- Castillo de los Luna.

### Fiestas y tradiciones
- Quintos. 1 de enero. Los quintos decoran la calle con un arco de hiedra.
- Fiestas de mayo en honor de San Gregorio Ostiense (del 9 al 11 de mayo). Empiezan con el tradicional pasacalles de           sus majorettes y el desfile de carrozas.
- Fiestas menores el 25 de julio, por Santa Ana.
- Fiestas menores el 20 de enero, por San Sebastián. Hogueras.

## Personas destacadas
- Eduardo Bandrés (11 de noviembre de 1957), catedrático, político y expresidente del Real Zaragoza.
- Antonio Aramburo, tenor.